# Йохан Йонкинд
Йохан Йонкинд (на нидерландски: Johan Barthold Jongkind) е нидерландски художник, предвестник на импресионизма.

## Живот и творчество
Роден е в семейството на митнически чиновник. Йохан Йонкинд учи през 1836 – 1837 г. в Хага. Получава стипендия и се учи в Париж. В началото на 50-те години на 19. век в акварелите на художника се забелязват импресионистични черти, като цветовете стават по-светли и в картините се появява специфична осветеност.
Клод Моне и Пол Синяк наричат Йохан Йонкинд свой учител.
Най-често рисуваните обекти на Йохан Йонкинд са морски пейзажи, рисувани в Нидерландия и Франция. Много от работите са свързани със Сена и специално с местата близо до катедралата Света Богородица (Париж). Той рисува акварелни картини извън студиото си и ги използва като скици за маслените картини, рисувани в студиото.
- Вятърна мелница при Дефт (1857), Музей Thyssen-Bornemisza, Мадрид
- „Улица в Невер“
- „Канал в Ротердам“ (1873)